# Fairport Convention (album)
Albums de Fairport Convention
What We Did on Our Holidays
(1969)
Fairport Convention est le premier album du groupe de folk rock britannique Fairport Convention. Il est sorti en 1968 sur le label Polydor.
C'est le seul album du groupe avec la chanteuse Judy Dyble, remplacée par Sandy Denny après son départ. Sa musique est alors davantage inspirée par la scène rock californienne des années 1960 (The Encyclopedia of Popular Music évoque un croisement entre Jefferson Airplane et les Byrds) que par la musique traditionnelle anglaise (en) qui devient par la suite sa marque de fabrique. L'album comprend ainsi des reprises de Joni Mitchell, Emitt Rhodes et Jim and Jean.

## Fiche technique

### Chansons
| 1. | Time Will Show the Wiser   | Emitt Rhodes                                  | 3:05 |
| 2. | I Don't Know Where I Stand | Joni Mitchell                                 | 3:45 |
| 3. | If (Stomp)                 | Ian MacDonald (en), Richard Thompson          | 2:45 |
| 4. | Decameron                  | Paul Ghosh, Andrew Horvitch, Richard Thompson | 3:42 |
| 5. | Jack O'Diamonds (en)       | Bob Dylan, Ben Carruthers                     | 3:30 |
| 6. | Portfolio                  | Judy Dyble, Tyger Hutchings                   | 2:00 |

| 7.  | Chelsea Morning (en)                  | Joni Mitchell                                        | 3:05 |
| 8.  | Sun Shade                             | Paul Ghosh, Andrew Horvitch, Richard Thompson        | 3:50 |
| 9.  | The Lobster                           | George D. Painter, Tyger Hutchings, Richard Thompson | 5:25 |
| 10. | It's Alright Ma, It's Only Witchcraft | Tyger Hutchings, Richard Thompson                    | 3:12 |
| 11. | One Sure Thing                        | Harvey Brooks (en), Jim Glover (en)                  | 2:50 |
| 12. | M1 Breakdown                          | Tyger Hutchings, Simon Nicol (en)                    | 1:22 |

La réédition remasterisée de Fairport Convention'' parue chez Polydor en 2003 inclut quatre titres bonus.
| 13. | Suzanne                                                                            | Leonard Cohen                   | 5:48 |
| 14. | If I Had a Ribbon Bow (en) (face A du 45 tours Track 604020)                       | Hughie Prince (en), Lou Singer  | 2:44 |
| 15. | Morning Glory (enregistré en direct le 27 avril 1968 pour l'émission Bouton rouge) | Larry Beckett (en), Tim Buckley | 3:11 |
| 16. | Reno, Nevada (enregistré en direct le 27 avril 1968 pour l'émission Bouton rouge)  | Richard Fariña                  | 7:43 |

### Musiciens

#### Fairport Convention
- Judy Dyble : chant, autoharpe acoustique, autoharpe électrique, flûte à bec, piano
- Ian MacDonald (Iain Matthews) (en) : chant, guimbarde
- Richard Thompson : chant, guitare électrique, guitare acoustique, mandoline
- Ashley Hutchings : basse, cruche, contrebasse
- Simon Nicol (en) : chant, guitare acoustique, guitare électrique, guitare à douze cordes
- Martin Lamble (en) : percussions, violon

#### Musicien supplémentaire
- Claire Lowther : violoncelle sur If (Stomp)

### Équipe de production
- Joe Boyd, Tod Lloyd : producteurs
- John Wood (en) : ingénieur du son
- Donald Silverstein : photographie
- Osiris (Visions) Ltd. : conception de la pochette